# تيرمتين
تيرمتين إحدى بلديات دائرة ذراع بن خدة التابعة لولاية تيزي وزو.

## مواضيع ذات صلة
- بلديات ولاية تيزي وزو
- دوائر ولاية تيزي وزو